# 大切なもの (TOSHIの曲)
「大切なもの」（たいせつなもの）は2009年4月25日にリリースされた、TOSHIの9枚目のシングル。ロート製薬目薬100周年looknextキャンペーンタイアップ曲。

## 批評
CDジャーナルは「忘れがちな大切なものに気づかせてくれる、美しくてエネルギッシュなヴォーカルは圧巻」と評した。

## 収録曲
1. 大切なもの （Orchestra Ver.）
2. 大切なもの （Band Ver.）
3. CHERISH （大切なもの English Ver.）
4. 大切なもの （Orchestra Instrumental）
5. 大切なもの （Orchestra Karaoke）
6. 大切なもの （Band Karaoke）